# Лепассааре
Лепассааре (ест. Lepassaare, виро Lepässaarõ) — село в Естонії, входить до складу волості Орава, повіту Пилвамаа.